# Centaurea pelia
Centaurea pelia — вид квіткових рослин родини айстрових (Asteraceae). Ендемік Греції.